# Rouven Lotz
Rouven Lotz (* 1977) ist ein deutscher Kunsthistoriker und Museumsdirektor.

## Leben
Rouven Lotz studierte Kunstgeschichte an der Ruhr-Universität Bochum und Vergleichende Textilwissenschaft (kulturgeschichtlich) an der Technischen Universität Dortmund.
Bereits während des Studiums arbeitete er im Osthaus Museum Hagen und hospitierte zwischen 1999 und 2002 regelmäßig am Jüdischen Museum Berlin, das in dieser Zeit neu eröffnet wurde. Von 2007 bis 2009 war er wissenschaftlicher Volontär am Osthaus Museum, das seit 2009 – gemeinsam mit dem neu gegründeten und von der gemeinnützigen Emil Schumacher Stiftung betriebenen Emil Schumacher Museum – das so genannte Kunstquartier Hagen bildet – seit 2024 umbenannt in Museumsquartier Hagen.
Von 2009 bis 2024 war Rouven Lotz ehrenamtlicher Geschäftsführer der Henry-van-de-Velde-Gesellschaft. Seit 2010 zunächst mit den Aufgaben des Kustos betraut, wurde Lotz 2011 wissenschaftlicher Leiter des Emil Schumacher Museums in Hagen, wo er seither neben einem ambitionierten Ausstellungsprogramm auch ein aufwändiges Rahmenprogramm etablierte. 2021 wurde er zum Direktor ernannt.
Von 2011 bis 2013 nahm Rouven Lotz neben seiner Tätigkeit im Museum einen Lehrauftrag für Kunstgeschichte am Seminar für Kunst und Kunstwissenschaft der Technischen Universität Dortmund wahr. Von Mai 2016 bis zur Wiedereröffnung im September 2024 war er Mitglied des ständigen Gremiums zur Neukonzeptionierung der Ausstellungen des Stadtmuseums Hagen. Im November 2024 wurde Lotz in den Beirat der Forschungsstelle Informelle Kunst am Kunsthistorischen Institut der Rheinischen-Friedrich-Wilhelms-Universität Bonn berufen.
Als Kurator ist Lotz verantwortlich für zahlreiche Ausstellungen des Malers Emil Schumacher sowie umfangreiche Ausstellungen u. a. zu Karel Appel, Peter Brüning, Jean Fautrier, Gerhard Hoehme, Norbert Kricke, K. R. H. Sonderborg, Zdeněk Sýkora, Henri de Toulouse-Lautrec, Fritz Winter, Herbert Zangs und dem Modedesigner Hanns Friedrichs.

## Publikationen (Auswahl)
Monographien
- Herbert Zangs – Die Realität ist das Fantastische, Rouven Lotz/Andrea Brandl/Carolin Weber (Hg.), Ausst.-kat.: Hagen, Bönen 2025
- Jean Fautrier – Genie und Rebell, Rouven Lotz (Hg.), Ausst.-kat.: Hagen, Köln 2024
- Outside/Inside – Csaba Nemes und Dia Zékány, Rouven Lotz (Hg.), Ausst.-kat.: Hagen, Dortmund 2023
- Emil Schumacher – Die Sammlung Lepke, Rouven Lotz (Hg.), Ausst.-kat.: Hagen, Dortmund 2023
- Hanns Friedrichs – Ich mache keine Mode, ich ziehe Frauen an, Rouven Lotz (Hg.), Ausst.-kat.: Hagen 2022
- Emil Schumacher – Roma. Eine Hommage an Italien, Ulrich Schumacher/Rouven Lotz (Hg.), Ausst.-kat.: Hagen, Dortmund 2021
- Fritz Winter – Durchbruch zur Farbe, Rouven Lotz/Ulrich Schumacher/Kai Uwe Schierz (Hg.), Ausst.-kat.: Hagen und Erfurt, Dortmund 2020
- K. R. H. Sonderborg – Bilder von Zeit und Raum, Ulrich Schumacher/Rouven Lotz (Hg.), Ausst.-kat.: Hagen, Dortmund 2019
- Heinrich Brocksieper – Ein Hagener am Bauhaus. Die Stofflichkeit der Dinge, Ulrich Schumacher/Rouven Lotz (Hg.), Ausst.-kat.: Hagen, Dortmund 2019
- Gerhard Hoehme – Epiphanie des Informel, Ulrich Schumacher/Rouven Lotz (Hg.), Ausst.-kat.: Hagen, Dortmund 2018
- Peter Brüning – Das Potential des Informel, Ulrich Schumacher/Rouven Lotz/Marie-Luise Otten (Hg.), Ausst.-kat.: Hagen, Dortmund 2017
- Gilgamesch – Baumeister und Schumacher, Ulrich Schumacher/Rouven Lotz (Hg.), Ausst.-kat.: Hagen 2016
- Karel Appel – Der abstrakte Blick, Ulrich Schumacher/Rouven Lotz (Hg.), Ausst.-kat.: Hagen, Dortmund 2016
- Zdeněk Sýkora – System und Kraft der Linie, Ulrich Schumacher/Rouven Lotz (Hg.), Ausst.-kat.: Hagen, Dortmund 2015
- Henri de Toulouse-Lautrec – Der Meister der Linie im Emil Schumacher Museum, Ulrich Schumacher/Rouven Lotz (Hg.), Ausst.-kat.: Hagen, Bönen 2014
- Norbert Kricke und Emil Schumacher – Positionen in Plastik und Malerei nach 1945, Ulrich Schumacher/Rouven Lotz (Hg.), Ausst.-kat.: Hagen, Bönen 2013
- Young-Jae Lee und Emil Schumacher, Ulrich Schumacher/Rouven Lotz (Hg.), Ausst.-kat.: Hagen, Bönen 2013
- „Malerei ist gesteigertes Leben“ – Emil Schumacher im internationalen Kontext, Ulrich Schumacher/Rouven Lotz (Hg.), Ausst.-kat.: Hagen, München 2012
- Brüder Grimm, Schneeweißchen und Rosenrot mit Illustrationen von Emil Schumacher aus dem Jahr 1948, Ulrich Schumacher/Rouven Lotz (Hg.), Köln 2012
- Der Hagener Hohenhof – Das Landhaus für Karl Ernst Osthaus von Henry van de Velde, Hagen 2009

Beiträge
- Roswitha Lüder – Informelle Dialektik, in: InformELLE Künstlerinnen der 1950er/60er Jahre, Hessen Kassel Heritage/Kunsthalle Schweinfurt/Emil Schumacher Museum, Hagen (Hg.), Ausst.-Kat. Kassel, Schweinfurt und Hagen, Berlin 2024.
- Otto Piene – Dädalus. Hommage an Feuer und Licht, in: Otto Piene, Alexander Baumgarte/Tobias Linden/Petra Schreiner (Red.), Bielefeld 2023
- Avantgardistische Tradition, in: Karel Appel, Alexander Baumgarte/Tobias Linden/Petra Schreiner (Hg.), Bielefeld 2020
- Ideen und Interventionen: Bauen mit Kunst, in: Eckhard Gerber – Vom Klang der Architektur, Dieter Nellen und Jürgen Tietz (Hg.), Berlin 2019
- Emil Schumacher, in: De Gruyter Allgemeines Künstler-Lexikon. Die bildenden Künstler aller Zeiten und Völker. Walter de Gruyter, Band 102, Schleime – Seitter, Berlin 2019
- August Endell und Karl Ernst Osthaus. Projekte für die Gartenvorstadt Hohenhagen, (mit Katja Stromberg) in: August Endell. 1871-1925. Architekt und Formkünstler, Nicola Bröcker, Gisela Möller und Christiane Salge (Hg.), Petersberg 2012
- Hagen erforschen – Eine Stadt als Laboratorium, Autorenkollektiv: Birgitt Borkopp-Restle, Birgit Franke, Rouven Lotz, Barbara Welzel, Barbara Welzel (Hg.), Essen 2010
- Hagen als Knotenpunkt eines europäischen Netzwerks der Moderne, in: Fremde Impulse – Baudenkmale im Ruhrgebiet, Markus Harzenetter/Walter Hauser/Udo Mainzer/Dirk Zache (Hg.), Münster 2010
- Der Künstler als Lehrer für Handel und Gewerbe. Das Bahnhofsfenster von Johan Thorn Prikker in Hagen, in: „mit der Sonne selbst malen“ – Johan Thorn Prikker und der Aufbruch der Moderne in der Glasmalerei, Myriam Wierschowski (Hg.), Ausst.-kat.: Linnich 2007

## Ehrenamt
2013 wurde Lotz als Nachfolger für Manfred Osthaus in den Vorstand der Henry van de Velde-Gesellschaft Sachsen e. V. in Chemnitz gewählt. Im August 2017 wurde er als Vorsitzender in das Kuratorium des neu gegründeten Vereins „Geschichtsfreunde Hagen – Museums- und Archivverein e. V.“ gewählt. Seit Februar 2021 ist er Kuratoriumsmitglied der Märkischen Bank Stiftung.

## Jurymitgliedschaften
- ecce – european centre for creative economy, Individuelle KünstlerInnen Förderung, Förderbereich Partner 2018
- Ida Gerhardi-Förderpreis seit 2017
- 70. Internationaler Bergischer Kunstpreis 2016
- Förderpreis der Märkischen Bank Stiftung 2014
- Märkisches Stipendium für Bildende Kunst der Märkischen Kulturkonferenz e. V., seit 2014

## Einzelbelege
1. ↑  Westfalenspiegel vom 27. September 2021: Neuer Direktor für Schumacher Museum (wsp), abgerufen am 27. September 2021

| Personendaten    | Personendaten                               |
| ---------------- | ------------------------------------------- |
| NAME             | Lotz, Rouven                                |
| KURZBESCHREIBUNG | deutscher Kunsthistoriker und Museumsleiter |
| GEBURTSDATUM     | 1977                                        |